# نبرد قره‌دره
نبرد قره دره در سال ۱۳۹۵ میان پیر محمد بن عمر شیخ میرزا اول از امپراطوری تیموری و قرایوسف از قراقویونلوها(ایرانی ها) اتفاق افتاد.